# Usine Georges-Besse II

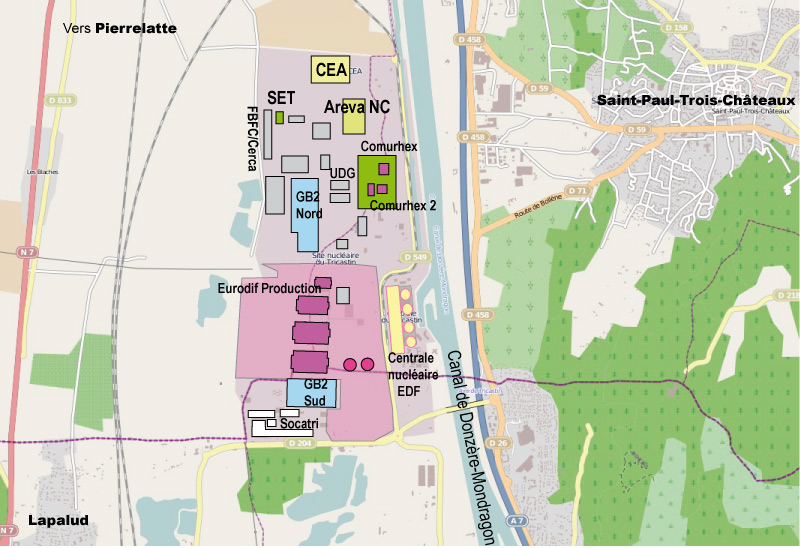
Localisation de l'usine George-Besse II (GB2) sur le site nucléaire du Tricastin

L'usine Georges-Besse II est une usine d'enrichissement de l'uranium à des fins civiles, située sur le site nucléaire du Tricastin, dans la Drôme, exploitée par Orano (ex-Areva). Elle remplace l'usine Georges-Besse, dénommée avant 1988 usine Eurodif, qui a fonctionné de 1978 à 2012.
Après un débat public organisé en 2004, un accord quadripartite est signé entre la France, l'Allemagne, le Royaume-Uni et les Pays-Bas à Cardiff le 8 juillet 2005. La construction de l'installation est autorisée par décret du 27 avril 2007. Orano n'autorise la publication d'aucune photo de ce site, de crainte d'espionnage industriel. L'inauguration a lieu en décembre 2010 suivie d'une montée en puissance progressive.
L’usine Georges-Besse II est rattachée, d’un point de vue opérationnel, au site nucléaire du Tricastin exploité par Orano. 

## Histoire

### Nécessité de remplacer l'usine Georges-Besse
Afin de ne pas être dépendant de l'étranger sur l'ensemble du cycle du combustible  nucléaire, la France construit  en 1978 en association avec la Belgique, l'Italie et l'Espagne  une installation d'enrichissement de l'uranium : l'usine Eurodif qui sera rebaptisée « usine Georges Besse » en 1988 à la suite de l'assassinat de Georges Besse, premier président du directoire de la société Eurodif, par le Groupe de lutte armée "Action directe".
La durée de vie de cette installation est estimée lors de la construction à 25 ans, ce qui conduit à une fin d'activité en 2003. Toutefois des opérations de maintenance et de modernisation des bâtiments vont permettre de prolonger cette durée de vie d'au moins une dizaine d'années, ce qui porte la fin d'activité à 2013. Compte tenu des délais d'instruction et de construction d'une nouvelle usine, l'exploitant Areva réfléchit dès 2003 à un nouveau projet qui soit techniquement et commercialement admissible.

### Choix du procédé et autorisation de l'installation
Trois procédés sont en concurrence : la diffusion gazeuse, l'enrichissement par Laser SILVA et la centrifugation. Pour des raisons économiques, de fiabilité et de rapidité de mise en œuvre, Areva retient la centrifugation et choisit d'acquérir la technologie auprès de son concurrent européen Urenco. Des accords industriels sont signés le 24 novembre 2003 qui prévoient l'entrée d'Areva à hauteur de 50 % dans le capital de la société ETC (Enrichment Technology Company), filiale d'Urenco qui développe la technologie et fabrique les centrifugeuses, ainsi que le transfert du droit d'utilisation de la technologie et l'achat de centrifugeuses à Areva. Cet accord est conditionné à la signature d'un accord quadripartite intergouvernemental entre la France et les trois pays signataires du Traité d'Almelo (Allemagne, Royaume-Uni et Pays-Bas) et à celui des autorités européennes de la concurrence. La construction sera réalisée à l'intérieur du site existant du Tricastin, permettant d'éviter tout impact nouveau sur le plan de l'aménagement du territoire ou d'infrastructures. Le coût du projet est alors estimé à 3 milliards d'euros et la durée des travaux à une dizaine d'années.
Saisie par Areva en application de la loi du 2 février 1995 qui prévoit la participation des citoyens à l'élaboration des projets de grands équipements, la Commission nationale du débat public décide le 5 mai 2004 que le projet de nouvelle usine d'enrichissement, baptisée Georges-Besse II, doit faire l'objet d'un débat public dont elle confie l'organisation à Areva, maître d'ouvrage du projet. Celui-ci est organisé du 1er septembre au 22 octobre 2004 et son bilan est présenté le 9 décembre 2004. Les questions de la population ont porté sur l’opportunité du projet, les aspects économiques et techniques, la sûreté et la sécurité, l’économie locale et l’emploi et enfin la fiscalité locale. Certaines, comme les modalités de démantèlement des bâtiments et des équipements, le sort des tours aéroréfrigérantes, l’avenir des installations de Georges-Besse (dont la «ferme aux crocodiles») utilisant l’eau chaude produite, n'ont eu que des réponses provisoires renvoyant à des décisions ultérieures.
L'accord quadripartite entre le gouvernement français et les gouvernements néerlandais, allemand et britannique est signé à Cardiff le 8 juillet 2005. Conclu pour une période de 30 ans, et prorogeable par tacite reconduction pour des périodes de 10 ans, cet accord constitue une déclinaison, adaptée à la France, du traité qui lie depuis 35 ans l'Allemagne, les Pays-Bas et le Royaume-Uni pour l'exploitation d'Urenco. Le projet de loi autorisant la ratification de cet accord est examiné au sénat le 8 novembre 2005 puis signé. Il est ratifié le 3 juillet 2006. Le même jour Areva NC entre dans le capital de ETC (Enrichment Technology Company).
Les travaux de construction durent 4 ans et l'inauguration de cette nouvelle usine a lieu le 14 décembre 2010 par Anne Lauvergeon, alors présidente du Directoire d’Areva, en présence de plus d’une centaine de clients. Le 7 juin 2012, sa production est suffisante pour permettre le passage de relais avec l'usine Eurodif/Georges-Besse, et donc la fermeture de celle-ci.
L'usine Georges-Besse II a atteint en 2016 sa pleine capacité de 7,5 MUTS (millions d'UTS).
À la suite de la restructuration de la filière nucléaire en France, le groupe Areva se recentre sur les activités liées au cycle du combustible. Celles-ci sont rassemblées dans une nouvelle entreprise d’abord baptisée NewCo (ou NewAreva). Le 23 janvier 2018, NewAreva devient Orano. Cette modification n’impacte pas l’usine Georges-Besse II : seul le nom de son opérateur change.

### Extension
Le 19 octobre 2023, le conseil d'administration d'Orano valide le projet d'extension de l'usine d'enrichissement d'uranium du Tricastin. Les capacités de production du site seront augmentées de 30 % d'ici à 2028 pour un coût d'investissement estimé à 1,7 milliard d'euros. La part d'Orano dans le marché mondial de l'enrichissement est estimée à 12 %, contre 45 % pour le russe Rosatom, 31 % pour l'entreprise anglo-germano-néerlandaise Urenco et 12 % pour le chinois CNNC. L'objectif d'Orano est de contribuer à la baisse des importations russes des États-Unis à 15 % d'ici à 2028 contre 25,5 % en 2022.

## Descriptif
L'usine Georges-Besse II se fournit en hexafluorure d'uranium auprès de l'usine Comurhex de Pierrelatte située elle aussi sur le site nucléaire du Tricastin. Elle livre l'uranium enrichi qu'elle produit à la Franco-Belge de fabrication du combustible (FBFC).

## Sûreté

### Cadre réglementaire
La loi du 13 juin 2006 relative à la transparence et à la sécurité en matière nucléaire, dite loi TSN, et notamment son article 29, précise que les installations nucléaires doivent être autorisées par un décret du Premier ministre après instruction des autorités compétentes. L’exploitant  doit à cet effet déposer un dossier démontrant comment son installation fonctionnera en limitant au maximum les impacts sur l’homme et son environnement et en maîtrisant les risques associés. Après une instruction technique, le public est consulté dans le cadre d'une enquête publique et au travers d'éventuels autres organismes (Commission locale d'information, Autorité environnementale, Autorité de sûreté nucléaire). Le décret d’autorisation de création fixe le périmètre et les caractéristiques de l’installation, les règles particulières auxquelles doit se conformer l’exploitant et les prescriptions techniques.
L’usine Georges-Besse II est, dans le cadre de la nouvelle réglementation postérieure à 2006, l'installation nucléaire de base numéro 168. Elle a été autorisée par décret du 27 avril 2007.